# Zoraena erronea
Zoraena erronea – gatunek ważki z rodziny szklarnikowatych (Cordulegastridae). Występuje na terenie Ameryki Północnej – w południowo-wschodniej Kanadzie (prowincja Ontario) oraz we wschodnich Stanach Zjednoczonych.